# Przełęcz Nisshō
Przełęcz Nisshō (jap. 日勝峠 Nisshō-tōge) – znajdująca się na wysokości 1106 m n.p.m. i długa na 33,5 km przełęcz w północnych krańcach Gór Hidaka na wyspie Hokkaido w Japonii. Przecina ją droga krajowa nr 274, biegnąca w tunelu pod ziemią, prowadząca do miast Hidaka i Shimizu.